# Claude Domergue
Claude Domergue (* 13. Juli 1932 in Mende) ist ein französischer Archäologe, der sich auf die Erforschung des antiken Bergbaus spezialisiert hat.

## Leben
Domergue studierte an der Universität Montpellier und an der Sorbonne in Paris Klassische Philologie. Nach dem Abschluss des Studiums im Jahr 1957 unterrichtete er bis 1962 an einem Gymnasium in Marokko. Ebenfalls im Jahr 1962 legte er seine Dissertation (thèse) an der École pratique des hautes études vor. Danach war Domergue von 1963 bis 1966 an der École des Hautes Études Hispaniques der Casa de Velázquez in Madrid und von 1966 bis 1968 am Centre national de la recherche scientifique in Paris tätig. Anschließend wechselte er an die Universität Toulouse II, wo er zunächst als Dozent und anschließend bis zu seiner Emeritierung 1994 als Professor tätig war. Nach seiner Emeritierung wurde er dort zum Ehrenprofessor (professeur honoraire) ernannt und beteiligte sich an der Arbeit des archäologischen Forschungslabors TRACES („Travaux et recherches archéologiques sur les cultures, les espaces et les sociétés“, übersetzt „Archäologische Arbeiten und Forschungen zu Kulturen, Räumen und Gesellschaften“).

## Forschungen
In seinen Forschungen befasst er sich vor allem mit der Gewinnung von Metallen (Bergbau), ihrer Verarbeitung (Metallurgie) und dem Handel mit ihnen in der römischen Antike. Geographisch konzentrieren sich seine Arbeiten auf Gallien und die Iberische Halbinsel.

## Schriften
- Belo I: La stratigraphie (= Publications de la Casa de Velázquez. Série archéologie. Band 1). Boccard, Paris 1973, ISBN 84-600-5815-8.
- mit Gérard Nicolini, D. Nony, A. Bourgeoix, F. Mayet und J. C. Richard: Excavaciones de la Casa de Velázquez en Belo (Bolonia-Cádiz). Campañas 1966 a 1971 (= Excavaciones arqueológicas en España. Band 79). Comisaría de Excavaciones Arqueológicas, Madrid 1974, ISBN 84-369-0321-8.
- mit Pierre Sillières: Minas de oro romanas de la provincia de León. Band 1: La corona de Quintanilla. excavaciones 1971–1973 (= Excavaciones arqueologicas en España. Band 93). Ministerio de Educacion y Ciencia, Madrid 1977, ISBN 84-369-0232-7.
- mit Thierry Martin: Minas de oro romanas de la provincia de León. Band 2: Huerña. Excavaciones 1972–1973 (= Excavaciones arqueologicas en España. Band 94). Ministerio de Educacion y Ciencia, Madrid 1977, ISBN 84-369-0232-7.
- mit Gérard Herail: Mines d’or romaines d’Espagne. Le District de la Valduerna (León). Étude géomorphologique et archéologique (= Publications de l’Université de Toulouse-Le Mirail. Série B, Band 4). Université de Toulouse-Le Mirail, Toulouse 1978.
- La mine antique d’Aljustrel (Portugal) et les tables de bronze de Vipasca (= Publications du Centre Pierre Paris. Band 9; = Collection de la Maison des Pays Ibériques. Band 12). Boccard, Paris 1983.
- Catalogue des mines et des fonderies antiques de la péninsule ibérique (= Publications de la Casa de Velázquez. Ser. Archéologie. Band 8). 2 Teilbände, Casa de Velázquez, Madrid 1987, ISBN 84-404-1046-8.
- als Herausgeber mit Christian Landes und Jean-Marie Pailler: Gladiateurs et amphithéâtres. Actes du colloque tenu à Toulouse et à Lattes les 26, 27, 28 et 29 mai 1987 (= Spectacula. Band 1). Ed. Imago, Lattes 1990, ISBN 2-9501586-6-8.
- Les mines de la Péninsule Ibérique dans l’antiquité romaine (= Collection de l’École Française de Rome. Band 127). Ecole Française de Rome, Rom 1990, ISBN 2-7283-0193-X (überarbeitete Fassung der Dissertation, Universität Paris 1979).
- als Herausgeber: Un centre sidérurgique romain de la Montagne Noire. Le domaine des Forges (Les Martys, Aude) (= Revue archéologique de Narbonnaise. Supplementband 27). CNRS Éditions, Paris 1993, ISBN 2-222-04728-5 (Digitalisat).
- als Herausgeber mit José María Blázquez Martínez und Pierre Sillières: La Loba (Fuenteovejuna, province de Cordoue, Espagne). La mine et le village minier antiques (= Memòries Ausonius. Band 7). Institut Ausonius, Bordeaux 2002, ISBN 2-910023-29-X.
- mit Christian Rico, Myriam Fincker, Jean-Marie Pailler und Véronique Picard: L’amphithéâtre romain de Purpan-Ancely à Toulouse (= Guides archéologiques du Musée Saint-Raymond. Band 2). Éd. Odysée, Toulouse 2006, ISBN 2-909454-22-3.
- Les mines antiques. La production des métaux aux époques grecque et romaine (= Antiqua. Band 11). Picard, Paris 2008, ISBN 978-2-7084-0800-5.
- als Herausgeber mit Jean-Marc Fabre und Francis Dabosi: Le fer romain de la Montagne Noire. Martys 2: les débuts. 25 années de recherches pluridisciplinaires (1988–2013) (= Revue archéologique de Narbonnaise. Supplementband 43). Éditions de l’Association de la Revue archéologique de Narbonnaise, Montpellier 2016, ISBN 979-1-09-265503-2.
- als Herausgeber mit Christian Rico: Lateres plumbei hispani. Production et commerce du plomb hispanique à l’époque romaine (IIe siècle av. J.C.-Ier siècle apr. J.C.) (= Collection de la Casa de Velázquez. Band 195). Casa de Velázquez, Madrid 2023, ISBN 978-84-9096-383-8.